# Лопва (приток Язьвы)
Лопва — река в России, протекает в Карагайском районе Пермского края. Устье реки находится в 24 км по правому берегу реки Язьва. Длина реки составляет 19 км.
Исток реки на Верхнекамской возвышенности в 17 км северо-западнее села Карагай. Генеральное направление течения — северо-восток. В среднем течении протекает деревни Патрушево и Цывино, а в нижнем течении село Канюсята. Около села Канюсята на реке плотина и запруда. Впадает в Обву чуть ниже этого села. Ширина реки у устья около 15 метров, скорость течения 0,3 м/с.

## Притоки (км от устья)
- 12 км: река Гудырья (пр)
- 15 км: река Большая Резка (лв)
- река Шилятская (лв)

## Данные водного реестра
По данным государственного водного реестра России относится к Камскому бассейновому округу, водохозяйственный участок реки — Кама от города Березники до Камского гидроузла, без реки Косьва (от истока до Широковского гидроузла), Чусовая и Сылва, речной подбассейн реки — бассейны притоков Камы до впадения Белой. Речной бассейн реки — Кама.
По данным геоинформационной системы водохозяйственного районирования территории РФ, подготовленной Федеральным агентством водных ресурсов:
- Код водного объекта в государственном водном реестре — 10010100912111100009615
- Код по гидрологической изученности (ГИ) — 111100961
- Код бассейна — 10.01.01.009
- Номер тома по ГИ — 11
- Выпуск по ГИ — 1